# Abronia maritima
Abronia maritima es una especie de planta perteneciente a la familia Nyctaginaceae. 

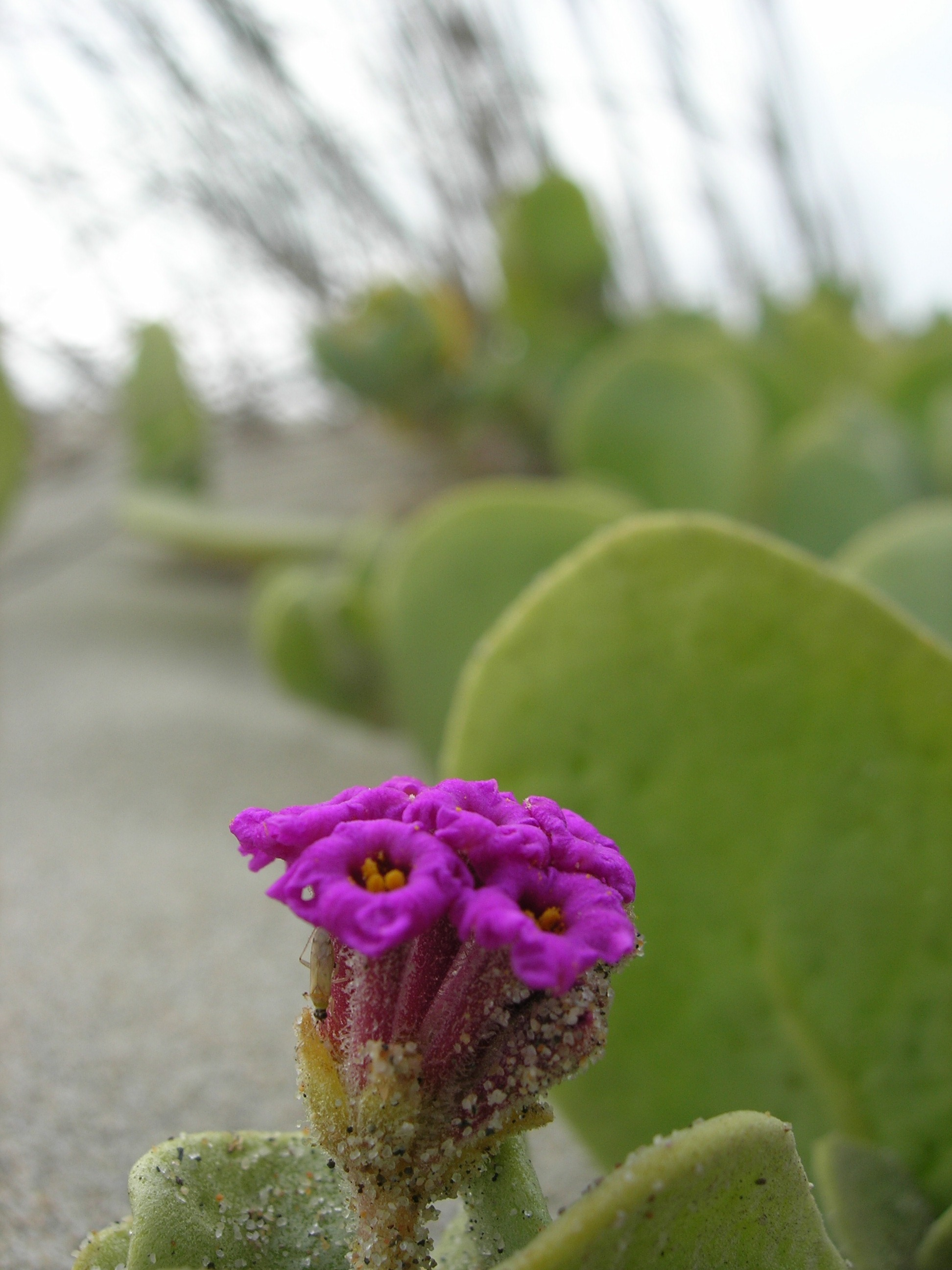
Vista de la planta

## Distribución y hábitat
Es una planta perenne psamófila, originaria de las playas de las costas del sur de California, incluyendo las Islas del Canal y el norte de Baja California. Crece a lo largo de las dunas de arena estables, cerca, pero no en la resaca del océano.

## Descripción
Es una especie vegetal halófila que habita los lugares de la costa que reciben agua salada en forma de espuma de mar, no tolerando el agua dulce ni la sequía prolongada. Sus tejidos suculentos están adaptados para almacenar sal.
Abronia maritima forma alfombras verdes de tallos semienterrados en la arena, que florecen durante todo el año en racimos de colores intensos, como rojo, rosa o púrpura. Esas alfombras son gruesas y forman intersticios que dan cobijo a una gran variedad de pequeños animales que habitan la playa. Es una planta rara cuyo hábitat suele coincidir con zonas transitadas por los seres humanos.

## Uso medicinal
Se usa en medicina tradicional como hemostático después del parto, hirviéndose unas ramas y administrándose por vía oral las veces que sean necesarias.

## Taxonomía
Abronia maritima fue descrita por  Nutt. ex S. Wats. y publicado en Geological Survey of California, Botany 2: 4. 1880.
Etimología
Abronia: nombre genérico que deriva de la palabra griega: abros que significa "suave" o "delicada".
maritima: epíteto latino, coincidente en significado y literalidad casi completa con el adjetivo español marítima.